# Frammenti di un insegnamento sconosciuto
Frammenti di un insegnamento sconosciuto è la testimonianza di otto anni di lavoro (dal 1915 al 1923) di Pëtr Dem'janovič Uspenskij, filosofo russo, come discepolo del mistico armeno Georges Ivanovič Gurdjieff. Comunemente riconosciuta come la più completa esposizione del Sistema di Gurdjieff, quest'opera è considerata fondamentale da molti seguaci contemporanei della Quarta Via, che la utilizzano spesso per introdurre i nuovi studenti alle idee di Gurdjieff.
Nei Frammenti di un insegnamento sconosciuto, pubblicato postumo a Londra nel 1949, vi compare per la prima volta il simbolo dell'enneagramma. Tale edizione in lingua inglese apparve sotto il titolo In search of the Miraculous, con sottotitolo Fragments of an Unknown Teaching.
La versione italiana, tradotta a cura di Henri Thomasson, è tratta dalla francese Fragments d'un enseignement inconnu.

## Contenuto
Nel libro l'autore ripercorre il processo di apprendimento del "Sistema" insegnato da George Gurdjieff, che lo portò in seguito a condurre diversi gruppi di ricerca e studio dal 1921 al 1947. In tutto il libro, Ouspensky non si riferisce esplicitamente al signor "Gurdjieff", ma utilizza soltanto l'iniziale "G". È comunque risaputo che il signor "G." fosse George Gurdjieff, che insegnò al filosofo russo un antico sistema "esoterico" di auto-sviluppo comunemente noto come la Quarta Via.
Il libro inizia con Ouspensky che torna nella sua casa di San Pietroburgo in seguito ad un'escursione in Oriente, dove era stato in viaggio "alla ricerca del miracoloso". Incontra presto un uomo misterioso, un certo "G.", che ha quelle risposte a cui Ouspensky è andato faticosamente cercando per tutta la vita. Si unisce così alla "scuola" esoterica del signor Gurdjieff, e inizia l'apprendimento di un particolare sistema di auto-sviluppo che aveva avuto origine in Oriente, presumibilmente nel corso della più remota antichità, forse millenni prima della storia.
Ouspensky racconta le prove di apprendimento di questo nuovo sistema, a cui si riferisce in seguito come "Quarta Via", spesso ricordando lezioni intere o parti di lezioni, che il signor Gurdjieff dava ai suoi discepoli a San Pietroburgo e Mosca tra il 1915 e il 1917. Ouspensky descrive molte delle sue esperienze, soprattutto attorno all'"arte del ricordo di sé", e racconta alcuni dei metodi e degli esercizi che comprendeva il Sistema di Gurdjieff.
Il libro si conclude con le vicissitudini di Ouspensky avvenute durante la rivoluzione bolscevica, alle quali seguì la fuga con il signor Gurdjieff verso l'Occidente. In Europa, tra Francia, Inghilterra e Stati Uniti d'America, entrambi continuarono ad insegnare il Sistema ai propri seguaci fino alla morte, avvenuta rispettivamente nel 1947 e nel 1949. L'ultima parte di Frammenti di un insegnamento sconosciuto descrive anche i sentimenti dell'autore e le motivazioni dietro la sua decisione, annunciata agli studenti di Londra nei primi mesi del 1924, di insegnare "il sistema" in modo indipendente e non più sotto la diretta supervisione del signor Gurdjieff.

### Centro di gravità permanente
Il concetto di Centro di Gravità Permanente è un elemento fondamentale nell'insegnamento di Georges Ivanovich Gurdjieff, il quale lo utilizza per descrivere una condizione interiore ideale che permette all'individuo di vivere in uno stato di stabilità psicologica, emozionale e spirituale, nonostante le forze e le influenze esterne. Il termine "Centro di Gravità Permanente" è utilizzato da Gurdjieff per riferirsi a un equilibrio interiore che consente all'individuo di mantenere una consapevolezza continua e una stabilità, anche in mezzo alle difficoltà della vita quotidiana.
Il Centro di Gravità Permanente è una metafora per un punto di riferimento interiore stabile, che Gurdjieff concepisce come essenziale per l'evoluzione spirituale e per il raggiungimento di una vera autonomia. In un individuo "normale", la mente, le emozioni e il corpo tendono a essere in uno stato di disordine e di conflitto, sotto l'influenza di forze esterne e di impulsi inconsci. L'individuo non ha una base stabile da cui partire, e quindi non è in grado di agire in modo pienamente consapevole. Il CGP, al contrario, rappresenta un punto centrale, una sorta di "ancora" interiore, che consente all'individuo di mantenere la lucidità e la presenza di sé, nonostante le influenze esterne. Il Centro di Gravità Permanente è quindi una condizione di equilibrio interiore, in cui la persona riesce a trascendere le reazioni automatiche e meccaniche, stabilendo un contatto con la propria essenza. Questo "centro" non è un punto fisico o un luogo concreto, ma una qualità psicospirituale che si conquista attraverso il lavoro su sé stessi. È visto come una condizione di stabilità che non dipende dalle circostanze esterne, ma che permette all'individuo di agire con chiarezza, coscienza e determinazione.
Gurdjieff sostiene che l'essere umano è naturalmente "diviso" in diverse funzioni psicologiche: la mente, le emozioni e il corpo, che lavorano spesso in modo meccanico e disorganizzato. L’individuo normale vive in uno stato di separazione tra questi centri e non è in grado di operare come un'entità unificata. Gli esseri umani, secondo Gurdjieff, sono soggetti a una continua disarmonia interna, dove ciascun centro (intellettuale, emotivo e fisico) agisce separatamente, senza una guida comune o un "centro" di controllo che armonizzi i vari aspetti dell'essere. Per sviluppare un Centro di Gravità Permanente, è necessario un "lavoro su di sé" che consiste nell'integrare questi centri, armonizzandoli attraverso pratiche di consapevolezza, controllo e auto-riflessione. L'individuo deve imparare a stabilizzare la propria coscienza, riducendo l’influenza delle reazioni meccaniche e automatizzate e creando una base stabile da cui agire. In altre parole, per Gurdjieff, il CGP è la capacità di rispondere con presenza e consapevolezza alle sfide della vita, piuttosto che reagire impulsivamente o in modo condizionato.
Il Centro di Gravità Permanente è anche un concetto strettamente legato al processo di risveglio. Gurdjieff riteneva che la maggior parte delle persone vive in uno stato di "sonno", dove non sono consapevoli dei propri pensieri, emozioni e azioni. La meccanicità della vita quotidiana impedisce all'individuo di percepire se stesso in modo autentico e di operare in piena coscienza. Il CGP è una condizione che consente all'individuo di "risvegliarsi" dal sonno meccanico e di diventare più consapevole delle proprie azioni, pensieri e sentimenti. Per raggiungere e mantenere il CGP, l’individuo deve intraprendere un lavoro interiore profondo e continuo. Questo lavoro include pratiche come l'auto-osservazione, la meditazione, la disciplina fisica e l'introspezione. L’obiettivo finale è quello di sviluppare una presenza stabile e una consapevolezza che permettano di attraversare le difficoltà e le sfide della vita quotidiana con una mente lucida e un cuore equilibrato.
Nel contesto della vita quotidiana, il CGP si manifesta come una forma di equilibrio e lucidità che resiste alle influenze esterne, alle emozioni disordinate e agli impulsi meccanici. Le persone che sono riuscite a sviluppare il proprio Centro di Gravità Permanente sono in grado di rimanere stabili e presenti anche in situazioni di stress, conflitto o difficoltà emotive. Non sono più guidate dalla paura, dalla rabbia o dal desiderio, ma sono in grado di rispondere alle circostanze con calma, saggezza e chiarezza. Questa stabilità interiore permette inoltre di superare la dualità tra corpo, mente e emozioni. L'individuo che possiede il Centro di Gravità Permanente è in grado di armonizzare questi centri e di agire con un'unità interiore, senza essere sopraffatto dalle emozioni o dai pensieri, e senza cadere nelle reazioni impulsive che caratterizzano la maggior parte delle persone.
Il Centro di Gravità Permanente è quindi un concetto centrale nell'insegnamento di Gurdjieff, che rappresenta l'ideale di un equilibrio interiore e di una consapevolezza stabile. Raggiungere e mantenere questo centro è considerato un obiettivo fondamentale nel percorso di auto-realizzazione e risveglio spirituale, poiché permette all'individuo di vivere una vita autentica e consapevole, in armonia con sé stesso e con l'universo. Per Gurdjieff, l'essere umano non è destinato a vivere in uno stato di confusione e disarmonia, ma ha il potenziale di sviluppare un Centro di Gravità Permanente che gli consenta di navigare la propria esistenza con chiarezza, calma e consapevolezza.

### Centri
Nel pensiero di Georges Ivanovich Gurdjieff, filosofo e insegnante spirituale del XX secolo, l'essere umano è composto da diversi centri psicofisici che giocano un ruolo fondamentale nella sua vita interiore e nel suo comportamento. Gurdjieff descrive cinque centri principali, ognuno dei quali ha una funzione specifica e correlata a diversi aspetti della nostra esistenza: il centro intellettuale, il centro emozionale, il centro motore, il centro istintivo e il centro sessuale. Ogni centro è associato a un particolare tipo di attività e di energia che governa una parte delle nostre esperienze quotidiane.

#### Centro Intellettuale
Il centro intellettuale è responsabile dei processi cognitivi, del pensiero e della razionalità. Si occupa dell'analisi, della riflessione, della comprensione delle idee, della formulazione di concetti e della soluzione di problemi. Gurdjieff vedeva questo centro come il motore della mente, che elabora le informazioni in modo logico e analitico. Tuttavia, secondo Gurdjieff, l’intelletto da solo non è sufficiente per una comprensione completa della realtà. Esso tende, infatti, ad essere dominato dalla ragione e dall’abitudine, creando separazione tra l’individuo e la sua esperienza diretta.

#### Centro Emotivo
Il centro emozionale riguarda il mondo delle emozioni, dei sentimenti e delle affettività. È la sede di ciò che sentiamo riguardo alle persone, agli eventi e alle esperienze che incontriamo. Le emozioni possono essere sia consce che inconscie, e spesso sono influenzate da fattori esterni. Gurdjieff descriveva questo centro come molto più dinamico e irrazionale rispetto al centro intellettuale, con le emozioni che possono dominare la nostra esperienza se non sono consapevolmente gestite. Se il centro emozionale non è equilibrato, le emozioni possono facilmente prendere il sopravvento e impedire all'individuo di raggiungere un'autentica comprensione di sé.

#### Centro Motore
Il centro motore è il responsabile delle azioni fisiche e dei movimenti del corpo. Includendo il movimento, la postura, la coordinazione e l’attività fisica, questo centro governa tutto ciò che riguarda l'espressione fisica dell'essere umano. Le azioni, secondo Gurdjieff, sono in gran parte meccaniche, automatiche, e fatte senza una reale consapevolezza da parte dell'individuo. Questo centro è collegato alle attività quotidiane e alla capacità di eseguire azioni pratiche. Gurdjieff sottolineava l’importanza di educare questo centro affinché le azioni fisiche siano fatte con maggiore consapevolezza e intenzione.

#### Centro Istintivo
Il centro istintivo è associato agli istinti di conservazione e sopravvivenza, ed è in grado di rispondere automaticamente a necessità biologiche e fisiche. È il centro che regola le funzioni corporee basilari come la digestione, la respirazione, il battito cardiaco e altre attività biologiche automatiche. Gurdjieff considerava questo centro come molto potente e legato alla parte più "animale" dell'uomo, ma anche essenziale per il benessere fisico e la vitalità. Tuttavia, anche questo centro può diventare automatico e, se non gestito consapevolmente, può condurre a comportamenti che non sono in armonia con l'equilibrio complessivo dell'individuo.

#### Centro Sessuale
Il centro sessuale è, come suggerisce il nome, legato alla sessualità e alle forze vitali che ne derivano. In questa sfera, Gurdjieff vedeva una delle energie più potenti, che può influenzare profondamente gli altri centri, in particolare il centro emotivo e quello istintivo. Gurdjieff sosteneva che la sessualità umana potesse essere una potente forza creativa, ma che fosse anche facilmente distorta, causando eccessi o sbilanciamenti. Questo centro è per lui una risorsa che, se disciplinata e gestita correttamente, può contribuire a una trasformazione più profonda dell'individuo, mentre, se trascurato o utilizzato in modo meccanico, può portare a disarmonia e disperazione.

#### Equilibrio tra i Centri
Secondo Gurdjieff, l'essere umano tende a vivere in uno stato di disarmonia, in cui i centri non sono in equilibrio tra loro. Spesso un centro prevale sugli altri, causando uno squilibrio che impedisce l'integrazione dell'individuo come un tutto armonico. L'autoconsapevolezza e il lavoro su di sé sono quindi necessari per sviluppare una maggiore armonia tra questi centri, portando l'individuo a una maggiore consapevolezza, equilibrio e capacità di agire in modo cosciente piuttosto che automatico. Gurdjieff enfatizzava la necessità di lavorare su tutti i centri, affinché ciascuno di essi possa svolgere il suo ruolo in modo equilibrato e consapevole.

### Corpi
Gurdjieff descrive l’essere umano come composto non solo da un corpo fisico, ma anche da altri corpi più sottili che possono essere sviluppati attraverso un intenso lavoro su di sé. Questo concetto è centrale nella sua cosmologia e nei suoi insegnamenti spirituali. I quattro corpi rappresentano diversi livelli di evoluzione dell’essere umano, ognuno con una funzione e un grado di coscienza sempre più elevati.
1. Il Corpo Fisico: Il corpo fisico è il corpo ordinario con cui tutti nasciamo. È soggetto alle leggi naturali del mondo fisico, alla nascita e alla morte. Questo corpo funziona in modo meccanico, reagendo agli stimoli esterni, ed è mantenuto in vita grazie a processi automatici come la respirazione, la digestione e la circolazione del sangue. Il corpo fisico ha una coscienza molto limitata ed è controllato principalmente dai bisogni biologici e dagli istinti di sopravvivenza. Secondo Gurdjieff, la maggior parte delle persone vive esclusivamente in questo livello di esistenza, priva di una vera consapevolezza di sé.[6]
2. Il Corpo Astrale (o Corpo Emotivo): Il secondo corpo è il corpo astrale, associato alla sfera delle emozioni e dei desideri. Questo corpo non si sviluppa automaticamente; richiede uno sforzo cosciente e un lavoro interiore. Il corpo astrale permette all’individuo di percepire le emozioni in modo più consapevole e di sviluppare una maggiore capacità di sentire e comprendere le energie sottili che operano nel mondo. Mentre il corpo fisico è soggetto alla morte, il corpo astrale può sopravvivere al corpo fisico se viene pienamente sviluppato. Tuttavia, molte persone vivono in uno stato di meccanicità anche a livello emotivo, senza essere consapevoli delle loro reazioni automatiche e dei desideri che li governano.[6]
3. Il Corpo Mentale (o Corpo della Coscienza Superiore): Il corpo mentale rappresenta uno stadio ancora più avanzato. È legato alla mente superiore e alla capacità di pensare in modo cosciente e intenzionale, libero dalle distrazioni e dalle influenze esterne. Questo corpo si forma solo attraverso un lavoro di sviluppo del pensiero critico, della volontà e dell’intelletto superiore. Il corpo mentale consente una visione più chiara e distaccata della realtà, senza essere influenzato dalle emozioni o dai pensieri automatici. Le persone che raggiungono questo livello sono in grado di percepire il mondo in modo oggettivo e di agire secondo una volontà interiore più elevata, piuttosto che essere guidati da abitudini o reazioni meccaniche.[6]
4. Il Corpo Causale (o Corpo dell'Anima): Il corpo causale è il livello più alto e rappresenta la completa individualità e immortalità dell’essere. Questo corpo si sviluppa solo quando l'individuo ha raggiunto una piena integrazione dei suoi altri corpi, riuscendo a vivere in modo consapevole e deliberato a tutti i livelli dell'essere. Il corpo causale è associato alla vera essenza dell'individuo, alla parte eterna che può sopravvivere alla morte fisica e trascendere i limiti del tempo e dello spazio. Solo attraverso lo sviluppo di questo corpo, l'essere umano può raggiungere una reale immortalità spirituale, diventando un'entità stabile e duratura nell'universo.[6]

Gurdjieff insegna che lo sviluppo dei corpi superiori non avviene automaticamente. La maggior parte delle persone vive e muore senza sviluppare i corpi astrale, mentale e causale. Per svilupparli, è necessario un lavoro costante su di sé, che include l’auto-osservazione, il controllo delle emozioni e dei pensieri, e la trasformazione delle energie interne. Il percorso verso lo sviluppo dei corpi superiori è legato alla progressiva liberazione dalle influenze meccaniche e dall'automatismo che caratterizzano la maggior parte della vita umana. Man mano che si sviluppano, i corpi superiori permettono all'individuo di acquisire maggiore consapevolezza, libertà e connessione con le leggi cosmiche superiori.
Ogni corpo corrisponde a un livello di coscienza. Mentre il corpo fisico è dominato dalla coscienza sensoriale e dai bisogni materiali, il corpo astrale è legato alla coscienza emotiva, il corpo mentale alla coscienza intellettuale e il corpo causale alla coscienza spirituale o essenziale. Lo sviluppo dei corpi permette quindi di accedere a livelli sempre più profondi di consapevolezza, culminando nella realizzazione della vera essenza dell’individuo.
I quattro corpi, dunque, rappresentano un percorso di evoluzione dell’essere umano verso la coscienza piena e l'immortalità, secondo la visione di Gurdjieff.

#### Metafora della carrozza
La metafora della carrozza di Gurdjieff è un’illustrazione che rappresenta l’essere umano e i suoi vari componenti — fisico, emotivo, mentale e la coscienza superiore — nel loro stato naturale e nel processo di sviluppo. Gurdjieff usa questa immagine per spiegare come funzioniamo in modo meccanico e per sottolineare l'importanza dell'armonia tra le diverse parti dell'essere per raggiungere uno stato di coscienza superiore.
- La Carrozza: La carrozza rappresenta il corpo fisico. È il veicolo materiale che ci permette di muoverci nel mondo, proprio come il corpo ci sostiene e ci trasporta attraverso la vita. Tuttavia, la carrozza da sola non può muoversi né dirigersi; ha bisogno di essere guidata e mantenuta.[6]
- I Cavalli: I cavalli rappresentano il centro emotivo, ovvero le emozioni e i desideri. Essi forniscono la forza e l'energia necessaria per muovere la carrozza, ma devono essere addestrati e controllati. Se i cavalli sono indisciplinati o spaventati, possono deviare o correre senza controllo, portando la carrozza fuori strada. In altre parole, le emozioni non controllate possono far sì che una persona agisca in modo impulsivo e sregolato.[6]
- Il Cocchiere: Il cocchiere rappresenta il centro intellettuale, ovvero il pensiero e la mente. È il cocchiere che deve tenere le redini dei cavalli e guidare la carrozza nella giusta direzione. Il suo compito è controllare e dirigere l’energia dei cavalli, proprio come la mente dovrebbe controllare e gestire le emozioni. Tuttavia, se il cocchiere è distratto o non conosce la strada, l’intero sistema si disorganizza.[6]
- Il Padrone: Il padrone rappresenta il vero Sé o la coscienza superiore, quella parte spirituale dell'essere umano che ha una visione completa della situazione e uno scopo più alto. Il padrone sa dove deve andare, cioè ha una chiara direzione e uno scopo nella vita. Tuttavia, se il padrone dorme o è assente, il cocchiere (mente) e i cavalli (emozioni) agiscono da soli, in modo meccanico e senza scopo, portando la carrozza a vagare senza controllo.[6]

Il significato della metafora:
- La Disarmonia Meccanica: Gurdjieff sostiene che la maggior parte degli esseri umani vive in uno stato di disarmonia, dove le diverse parti dell'essere funzionano in modo separato e meccanico. Se il padrone (il Sé superiore) è "addormentato", la carrozza sarà guidata solo dal cocchiere (la mente) e dai cavalli (le emozioni), che agiranno in modo caotico o conflittuale. Il cocchiere potrebbe non riuscire a controllare i cavalli o non sapere dove andare, e i cavalli potrebbero tirare in direzioni diverse o non rispondere ai comandi.[6]
- La Necessità di Risveglio: Per Gurdjieff, il fine del lavoro su di sé è risvegliare il padrone, cioè risvegliare la coscienza superiore, così che possa prendere il controllo della carrozza e dirigere la vita in modo consapevole. Il padrone deve dare ordini chiari al cocchiere, il quale a sua volta deve controllare i cavalli, in modo che la carrozza possa muoversi nella direzione giusta. Questo simboleggia l'armonizzazione delle diverse parti dell'essere umano: fisico, emotivo, intellettuale e spirituale.[6]
- La Collaborazione Armoniosa: Quando il padrone è sveglio e prende il comando, il cocchiere (mente) e i cavalli (emozioni) funzionano in armonia. I cavalli forniscono l'energia, il cocchiere li guida secondo la volontà del padrone, e la carrozza si muove agevolmente verso il suo obiettivo. Questo rappresenta l'essere umano risvegliato, capace di controllare e utilizzare in modo consapevole le sue energie e risorse interiori per uno scopo superiore.[6]

La metafora della carrozza descrive il conflitto e la disarmonia che esistono nell’essere umano non risvegliato, ma allo stesso tempo indica la possibilità di unificare queste diverse parti attraverso il lavoro interiore. Solo attraverso il risveglio della coscienza superiore (il padrone), la mente (cocchiere) può governare le emozioni (cavalli) e il corpo fisico (carrozza) in modo che l'individuo possa vivere una vita significativa e consapevole. Questo insegnamento è fondamentale per Gurdjieff: l'idea che l'essere umano è "addormentato" e vive meccanicamente, e che solo attraverso uno sforzo cosciente è possibile risvegliare il proprio potenziale spirituale e vivere una vita piena e autentica.

#### Metafora della "Casa senza padrone"
La metafora della casa senza padrone di Gurdjieff è una rappresentazione potente del modo in cui la maggior parte delle persone vive, inconsapevole della propria vera essenza e dominata dalle influenze esterne. È una metafora che richiama l'idea della frammentazione dell'essere umano e la sua mancanza di controllo e di direzione interiore, uno dei temi centrali dell'insegnamento di Gurdjieff.
Immagina una casa senza padrone. In questa casa, il padrone è partito da tempo, o forse non è mai stato presente. La casa è grande e piena di potenziale, ma senza il padrone non c’è nessuno che la governi, nessuno che ne prenda cura o ne detti l’organizzazione. In assenza del padrone, i servi della casa fanno ciò che vogliono. Ogni servo agisce in modo indipendente, senza alcun ordine o direzione. Alcuni di loro prendono il controllo delle stanze principali, mentre altri si limitano a occupare gli angoli o a fare ciò che ritengono opportuno. C'è disordine nella casa. Alcuni servi cercano di svolgere i propri compiti, ma lo fanno in modo inefficiente, non comunicano tra di loro e spesso ostacolano gli altri. Altri approfittano dell’assenza del padrone per indulgere nei propri desideri e piaceri, trascurando il lavoro. Nessuno sa quando il padrone tornerà, o se mai tornerà, quindi la casa diventa sempre più caotica e disorganizzata. Anche le risorse della casa, come il cibo e i materiali, vengono sprecate o mal gestite, perché non c’è una guida centrale che ne sovrintenda l'uso.
Nella metafora della casa senza padrone, la casa rappresenta l'essere umano e i servi sono i centri della persona: il centro fisico, emotivo e intellettuale. Il padrone della casa rappresenta la coscienza superiore o il Sé autentico. In assenza del padrone, ovvero in assenza di consapevolezza e di una guida interiore, i diversi centri dell'essere agiscono in modo scollegato e meccanico, senza cooperare tra di loro. Gurdjieff insegnava che per vivere una vita autentica e significativa, il padrone della casa deve risvegliarsi e riprendere il controllo. Questo rappresenta l'emergere della consapevolezza cosciente che guida l'individuo e unisce i vari centri. Solo quando il padrone torna, i servi possono essere organizzati e diretti in modo armonioso. I centri dell'essere (fisico, emotivo, intellettuale) iniziano a lavorare insieme, sotto la guida della coscienza superiore, permettendo all'individuo di vivere una vita più completa e integrata.

### Cristallizzazione
La cristallizzazione, secondo la filosofia e le teorie di Georges Ivanovič Gurdjieff, è un concetto fondamentale che descrive un processo psicologico e spirituale attraverso il quale l'individuo si "fissa" o si "immobilizza" in uno stato mentale e comportamentale rigido, che impedisce la crescita e l'evoluzione della propria coscienza.
Gurdjieff sviluppò una visione particolare della natura umana, secondo cui l'essere umano non è una "creatura completa", ma una "macchina" che agisce sotto l'influenza di forze meccaniche e inconsce. La cristallizzazione si riferisce a come, nel corso della vita, l'individuo tende a formarsi attaccamenti, convinzioni, comportamenti e reazioni che, inizialmente fluidi e dinamici, si "solidificano" e diventano rigidi, impedendo l'evoluzione spirituale.
Gurdjieff descrive il processo di cristallizzazione come il frutto di un continuo contrasto tra il sé inferiore, che è legato agli istinti e ai desideri materiali, e il sé superiore, che è connesso a un potenziale spirituale più elevato e alla consapevolezza. In un essere umano non educato alla coscienza, le tendenze inferiori (emotive, intellettuali e fisiche) prevalgono e determinano la sua vita automatica. La cristallizzazione quindi si verifica quando l'individuo diventa incapace di evolversi oltre le proprie abitudini e strutture mentali limitanti.
Gurdjieff proponeva che, per evitare la cristallizzazione, fosse necessario intraprendere un percorso di consapevolezza e crescita interiore, noto come il lavoro su di sé. Questo lavoro richiedeva uno sforzo consapevole per rompere le abitudini automatiche, per sviluppare una maggiore consapevolezza del proprio stato interiore e per cercare di armonizzare le diverse parti di sé. Un punto cruciale di questo processo era l'adozione di una "vita intenzionale", in cui l'individuo lavorava deliberatamente per trascendere il proprio ego e i suoi desideri, con l'obiettivo di risvegliare una forma più alta di coscienza.

### Enneagramma

Ennegramma abbinato alle note musicali

L'Enneagramma è un sistema di classificazione della personalità che ha radici nella tradizione mistica e filosofica, utilizzato e sviluppato dal filosofo e mistico Georgi Ivanovich Gurdjieff. Sebbene oggi l'Enneagramma sia popolarmente conosciuto come uno strumento per descrivere nove tipi psicologici distinti, la versione proposta da Gurdjieff si discosta significativamente dall'approccio moderno. Inizialmente, il concetto di Enneagramma era utilizzato da Gurdjieff come parte di un sistema esoterico e di sviluppo spirituale volto a comprendere meglio la natura dell'uomo e a facilitare la sua evoluzione interiore.
Gurdjieff acquisì l'Enneagramma durante i suoi viaggi e studi con maestri spirituali, e lo presentò come una figura geometrica che simbolizza un modello cosmico e psicologico complesso. L'Enneagramma si presenta come un diagramma a nove punti disposti in un cerchio, con linee che connettono determinati punti, creando una figura geometrica che rappresenta dinamiche interdipendenti tra gli aspetti della personalità e dell'universo. In questo sistema, ogni punto del diagramma è associato a una specifica qualità o tratto psicologico che riflette un aspetto della natura umana, e l'interazione tra questi punti può rivelare il modo in cui la personalità si manifesta e si evolve nel contesto della crescita spirituale. Gurdjieff sottolineava che l'Enneagramma non è una classificazione statica, ma un modello dinamico che descrive i flussi energetici e le trasformazioni dell'essere umano.
Nel sistema originale di Gurdjieff, l'Enneagramma non si limita a una descrizione dei tratti psicologici, ma rappresenta un insieme di forze e leggi che operano nell'individuo e nel cosmo. Ogni punto del diagramma è un nodo che rappresenta una particolare condizione dell'essere umano, legata a emozioni, pensieri, comportamenti e inclinazioni. Tuttavia, a differenza delle moderne interpretazioni psicologiche dell'Enneagramma, Gurdjieff non sviluppò una classificazione dettagliata dei tipi di personalità. Il suo approccio era orientato verso il riconoscimento delle leggi universali che governano l'interazione tra la coscienza, l'inconscio e la percezione.
Per Gurdjieff, l'Enneagramma non era un semplice strumento per l'auto-conoscenza, ma una mappa complessa che aiutava a comprendere il funzionamento dell'universo e della mente umana. La figura dell'Enneagramma simbolizza un ciclo di evoluzione e trasformazione che si estende oltre la dimensione individuale, toccando anche l'ordine cosmico. Ogni punto del diagramma corrisponde a un diverso stato della coscienza e, attraverso il movimento tra questi stati, l'individuo può avvicinarsi a uno stato di maggiore consapevolezza e realizzazione spirituale. In questo contesto, l'Enneagramma è collegato alle idee di "lavoro su di sé" e di "auto-osservazione" di Gurdjieff. L'individuo è chiamato a diventare consapevole dei propri meccanismi automatici e delle proprie reazioni condizionate, per superare l’illusione di essere un'entità separata e arrivare a una comprensione più profonda della propria natura e della realtà.
Nel contesto del lavoro spirituale di Gurdjieff, l'Enneagramma non è solo una rappresentazione geometrica, ma anche una mappa di leggi universali. Ogni movimento tra i punti nel diagramma corrisponde a leggi di dinamica psicologica e spirituale che regolano il processo di crescita e di cambiamento dell’individuo. Gurdjieff parlava di "leggi dinamiche" che, attraverso il cambiamento di stato tra i vari punti, riflettono i movimenti di consapevolezza, energia e comprensione interiore. L'Enneagramma, quindi, esprime il principio che tutte le cose sono in continuo movimento, trasformazione e interconnessione. Gurdjieff usava l'Enneagramma anche come strumento per facilitare l'integrazione di questi movimenti energetici e per armonizzare l'interazione tra i centri dell’essere umano (intellettuale, emotivo, motore, istintivo e sessuale), portando l'individuo a una maggiore consapevolezza e armonia interiore.
L'Enneagramma, come proposto da Gurdjieff, non è solo un metodo per capire la psicologia dell'individuo, ma è legato a una visione cosmologica più ampia. Esso rappresenta la totalità dell'esistenza e suggerisce che l’uomo può risvegliarsi dalla sua condizione di "sonno" psicologico e spirituale. Ogni punto dell'Enneagramma è legato a un aspetto fondamentale della natura dell'uomo e della sua relazione con il divino e con l'universo, e attraverso il lavoro su se stessi, l'individuo può arrivare a trascendere le sue limitazioni. Gurdjieff utilizzava l'Enneagramma come uno strumento per stimolare il pensiero e il discernimento, invitando i suoi discepoli a guardare oltre la superficie della realtà e ad affrontare la propria ignoranza e inconsapevolezza. Il lavoro su di sé, che comprende l'auto-osservazione, la consapevolezza e l’equilibrio tra i centri, è essenziale per il progresso spirituale, e l'Enneagramma diventa un mezzo attraverso il quale l'individuo può navigare questo cammino di trasformazione.

### Identificazione
L'identificazione secondo Georges Ivanovič Gurdjieff è un concetto centrale nel suo insegnamento esoterico e riguarda uno stato mentale ed emotivo in cui una persona si confonde con i propri pensieri, emozioni o circostanze esterne, perdendo il senso della propria presenza e consapevolezza. Nel sistema di Gurdjieff, l'identificazione si riferisce alla tendenza dell'essere umano a fondersi inconsciamente con ciò che percepisce o vive. Questo processo avviene automaticamente e conduce a una perdita temporanea del proprio "Io autentico". In altre parole, una persona diventa così coinvolta nelle proprie reazioni, emozioni o ruoli che si dimentica di sé stessa, agendo in modo meccanico.
Caratteristiche del fenomeno:
- Automatismo: L'identificazione avviene senza consapevolezza o intenzionalità. È una reazione condizionata dalla psicologia meccanica dell'individuo.[10]
- Emozioni e pensieri: Una persona identificata si lascia completamente dominare da emozioni o pensieri momentanei, che finiscono per controllarla.[10]
- Perdita di presenza: Durante l'identificazione, l'individuo perde il contatto con il "ricordo di sé", un altro concetto chiave di Gurdjieff, che rappresenta lo stato di consapevolezza intenzionale di sé nel momento presente.[10]

Gurdjieff attribuisce l'identificazione alla mancanza di uno sviluppo armonico delle funzioni dell'essere umano (mente, emozioni e corpo) e all'assenza di una "volontà centrale" o autentica. In questo stato, l'individuo è governato da influenze esterne e dalle proprie risposte automatiche, piuttosto che dalla consapevolezza.
Conseguenze del fenomeno:
- Mancanza di libertà interiore: L'individuo identificato è schiavo delle circostanze e delle emozioni, incapace di agire in modo autentico e deliberato.[10]
- Disconnessione dal "lavoro su di sé": L'identificazione è un ostacolo al processo di sviluppo interiore e alla ricerca della consapevolezza.[10]
- Fatica mentale ed emotiva: L'essere continuamente identificati consuma energia psichica, impedendo il raggiungimento di uno stato di equilibrio interiore.[10]

Nel percorso di crescita spirituale proposto da Gurdjieff, il superamento dell'identificazione è fondamentale. Per Gurdjieff, l'identificazione rappresenta uno dei principali ostacoli alla trasformazione dell'essere umano e al raggiungimento di uno stato superiore di coscienza. Superarla significa iniziare a vivere in modo autentico, libero dalla tirannia delle influenze esterne e dei condizionamenti interiori.

### Molteplici "io" e l'assenza di unità
Il concetto di "io" e l'assenza di unità dell'essere umano secondo Georges Ivanovič Gurdjieff è centrale nella sua visione dell'uomo come una creatura incompleta e meccanica, che vive sotto l'influenza di forze automatiche e inconscie. In questa prospettiva, Gurdjieff sostiene che l'individuo non è un'entità unica e coerente, ma piuttosto una serie di "parti" frammentate, che operano indipendentemente l'una dall'altra, senza un nucleo centrale di consapevolezza. La nozione di "io" in Gurdjieff è profondamente legata alla sua concezione della coscienza, dell'identità e dell'evoluzione spirituale.
Secondo Gurdjieff, l'"io" che l'individuo crede di essere, non è una realtà unica e stabile, ma una costruzione psicologica illusoria. L'idea che ogni persona abbia un "io" coerente e costante, un soggetto che vive esperienze in modo unificato, è, nella visione gurdjieffiana, una falsa percezione. L'"io" non è una singola entità stabile, ma piuttosto una messa insieme di elementi psicologici, emozionali, mentali e fisici che si manifestano in modo frammentato e disorganizzato. In altre parole, l'individuo non possiede un "io" unitario, ma piuttosto una molteplicità di "io" che appaiono e scompaiono in base alle circostanze, come una sorta di "teatro psicologico" in cui diversi aspetti del sé prendono il sopravvento in momenti diversi.
Per Gurdjieff, l'assenza di unità dell'uomo è uno degli aspetti centrali della sua visione sulla natura umana. L'essere umano è un insieme di "parti" che operano separatamente e senza una direzione comune. Queste parti comprendono:
- L'io emozionale: legato agli impulsi e alle reazioni emotive.[11]
- L'io intellettuale: legato ai pensieri e alla razionalizzazione.[11]
- L'io fisico: legato agli istinti e alle azioni corporee.[11]

Ognuna di queste "parti" agisce autonomamente, senza una consapevolezza unitaria che le coordini. L'individuo vive quindi in uno stato di "disgregazione interna", dove queste diverse "voci" interne si contrappongono, creando conflitti, confusioni e incoerenze.
In quest'ottica, l'essere umano è considerato una macchina psicologica che opera in modo automatico. Gurdjieff utilizzava frequentemente il termine "macchina" o "meccanizzazione" per descrivere come il comportamento umano sia guidato da impulsi e reazioni che l'individuo non è in grado di controllare consapevolmente. La mancanza di un "io" stabile e coeso contribuisce a questa meccanicità, poiché l'individuo reagisce in modo automatico a stimoli esterni e interni, senza una direzione consapevole o un'intenzione profonda.

### Legge del Tre
La Legge del Tre di Gurdjieff è un principio fondamentale del suo insegnamento e rappresenta uno dei pilastri della sua cosmologia. Questa legge afferma che in ogni processo o fenomeno esistente, ci sono sempre tre forze che agiscono contemporaneamente: una forza attiva, una forza passiva e una forza neutralizzante. Queste tre forze, secondo Gurdjieff, sono necessarie per la creazione e il mantenimento di qualsiasi realtà o evento.
Ecco una spiegazione più dettagliata delle tre forze:
- Forza Attiva (prima forza o positiva): Questa è l'impulso iniziale, l'energia creativa che cerca di manifestarsi. È la forza che avvia il movimento o il cambiamento.[12]
- Forza Passiva (seconda forza o negativa): Questa forza si oppone alla forza attiva, non in senso distruttivo, ma come resistenza o limite. È la forza che controbilancia, offrendo resistenza o opposizione alla forza attiva, permettendo che il processo non sia sfrenato o incontrollato.[12]
- Forza Neutralizzante (terza forza o riconciliatrice): Questa è la forza che equilibra e armonizza le due forze opposte, permettendo loro di lavorare insieme per creare un risultato. Senza questa terza forza, le prime due forze rimarrebbero in conflitto senza che nulla si manifesti.[12]

Gurdjieff usa spesso esempi tratti dalla natura o dalla vita quotidiana per spiegare la Legge del Tre. Ad esempio, nella procreazione umana, l'uomo può rappresentare la forza attiva, la donna la forza passiva, e il concepimento del bambino rappresenta il risultato generato dalla forza neutralizzante. Oppure, un altro esempio può essere una candela: la fiamma è la forza attiva, la cera la forza passiva, e la luce risultante è il prodotto della terza forza.
Nel sistema di Gurdjieff, questa legge non si applica solo agli eventi fisici, ma anche ai processi psicologici e spirituali, e viene utilizzata per spiegare il funzionamento dell'universo su vari livelli, dalla materia alla coscienza.

### Legge dell'ottava
La legge dell'ottava è un concetto fondamentale nel sistema filosofico e spirituale sviluppato da Georges Ivanovich Gurdjieff, un mistico, filosofo e insegnante spirituale armeno. Questa legge, che Gurdjieff descrive nel contesto delle sue teorie sul cosmo e sull'evoluzione dell'uomo, si riferisce a una struttura universale di sviluppo e movimento che opera a tutti i livelli dell'esistenza, dall'infinitamente piccolo all'infinitamente grande.
Il termine "legge dell'ottava" è tratto dalla musica, in particolare dalla struttura della scala musicale. Nella musica, una "ottava" rappresenta una relazione di frequenza tra due note che sono separate da una distanza di otto toni (da un Do a un altro Do, ad esempio). Gurdjieff applica questo principio alle leggi della natura e alla struttura dell'universo, suggerendo che l'evoluzione e il movimento seguono un modello simile a una "scaletta" che avanza a intervalli regolari, ma con punti di "interruzione" o "discontinuità" dove il movimento può non proseguire linearmente.
Gurdjieff applica la legge dell'ottava per descrivere come l'energia e i processi universali si manifestano e si sviluppano. In questa visione, l'ottava è una progressione che avanza attraverso una serie di passaggi, ma a ogni intervallo può verificarsi una deviazione o una correzione, che interrompe il flusso naturale e richiede un intervento per riportarlo sulla giusta traiettoria. Ciò implica che ogni processo, per proseguire correttamente, deve essere "aiutato" o "nutrito" a determinati punti cruciali, affinché l'energia non venga dispersa o deviata.
Nel suo insegnamento, Gurdjieff utilizza la musica come metafora per illustrare la legge dell'ottava. Proprio come una scala musicale naturale si muove attraverso intervalli regolari di suoni, anche i processi universali (come lo sviluppo umano, il pensiero, l'evoluzione della vita e dei fenomeni naturali) si sviluppano in un modo simile. Tuttavia, Gurdjieff osserva che, a causa di una "falla" o di una discontinuità negli intervalli, i processi naturali non sempre proseguono in modo lineare. Egli suggerisce che questi "salti" nella sequenza sono simili alle deviazioni che avvengono nella vita e nella coscienza dell'individuo.
Secondo Gurdjieff, la legge dell'ottava è anche applicabile alla crescita e allo sviluppo spirituale dell'individuo. Egli sostiene che la coscienza umana segue la stessa struttura della legge dell'ottava: il processo di auto-evoluzione e di acquisizione di conoscenza avanza per intervalli, ma ad ogni "ottava" della crescita (ad esempio, durante il superamento di un particolare stadio di consapevolezza) l'individuo potrebbe trovarsi di fronte a una sorta di blocco o discontinuità. Per proseguire, è necessario un sforzo consapevole, un "lavoro" spirituale, che consista nel riattivare la giusta energia e continuare la propria evoluzione.
In un contesto più cosmologico, Gurdjieff utilizza la legge dell'ottava per spiegare la trasformazione energetica e l'ordine dell'universo. Secondo lui, ogni forma di energia (fisica, psichica, spirituale) segue una legge di oscillazione e sviluppo che non è uniforme, ma ha il proprio ciclo di alti e bassi, corrispondenti agli intervalli dell'ottava. Per passare da uno stadio all'altro, l'energia deve essere raffinata e trasformata. Solo attraverso l'applicazione di specifiche forze, che possono essere comprensibili solo tramite un'adeguata comprensione delle leggi universali, l'energia può superare questi ostacoli e progredire nel suo cammino.
La legge dell'ottava di Gurdjieff è un principio che sottolinea la non-linearità e la complessità dei processi evolutivi, suggerendo che lo sviluppo e la trasformazione richiedano uno sforzo costante e un intervento consapevole, specialmente nei punti di transizione che segnano le fasi cruciali del cambiamento. La legge dell'ottava offre una visione dinamica e interconnessa dell'universo, dove ogni elemento è in continua oscillazione e trasformazione, e dove l'uomo, come parte integrante di questo processo, deve lavorare per affinare la propria energia e coscienza.

### Lingua universale
La "lingua universale" di Gurdjieff, nota anche come lingua oggettiva, è un concetto legato alla sua visione di una comunicazione non soggetta a fraintendimenti, che può essere compresa da tutti coloro che hanno raggiunto un certo livello di coscienza e comprensione interiore. Gurdjieff la distingue dalla lingua "soggettiva", che è quella che usiamo comunemente e che è influenzata dalle esperienze personali, dai pregiudizi e dalle differenze culturali, portando spesso a incomprensioni e distorsioni del significato.
Caratteristiche della Lingua Universale:
- Oggettività: La lingua universale è basata su principi e significati immutabili, che non cambiano a seconda del punto di vista o dell'interpretazione soggettiva. È una lingua che riflette la verità universale, comprensibile a tutti gli esseri che hanno sviluppato la coscienza necessaria per percepire la realtà in modo oggettivo.[14]
- Simbolismo profondo: Gurdjieff riteneva che alcune forme di espressione, come il simbolismo, la matematica e certe tradizioni esoteriche, potessero essere considerate una forma di lingua universale. Questi sistemi di comunicazione contengono significati profondi e multilivello che trascendono le differenze linguistiche e culturali, e sono accessibili solo a chi è iniziato a determinati livelli di comprensione.[14]
- Musica e Danza Sacra: Gurdjieff credeva che la musica e le danze sacre fossero una forma di linguaggio universale. Nei suoi insegnamenti, ha utilizzato queste espressioni artistiche per trasmettere conoscenze spirituali ed energetiche che non possono essere spiegate attraverso parole comuni. La sua idea era che il movimento, il ritmo e l'armonia rispecchiassero leggi cosmiche e potessero comunicare verità profonde a chi era in grado di coglierle.[14]
- Matematica e Geometria Sacra: La matematica, e in particolare la geometria sacra, occupano un posto speciale nella lingua universale. Gurdjieff riteneva che esistessero leggi matematiche fondamentali che regolano l'universo, e la comprensione di queste leggi potesse permettere agli esseri umani di accedere a una forma di conoscenza diretta, non mediata da interpretazioni soggettive.[14]

Gurdjieff sosteneva che, per poter comprendere e utilizzare la lingua universale, un individuo dovesse lavorare su di sé e sviluppare una consapevolezza superiore. La lingua soggettiva, quella che usiamo nella vita quotidiana, è influenzata dal nostro stato meccanico e dalle nostre illusioni, e quindi non è in grado di esprimere la verità in modo chiaro e preciso. Solo chi ha risvegliato la propria essenza e ha acquisito un livello di coscienza elevato può iniziare a comprendere e usare la lingua universale.
Questa lingua è quindi legata alla possibilità di comunicare non solo con altre persone risvegliate, ma anche con il cosmo stesso, con le leggi universali e con l'Assoluto. Chi riesce a percepire e comprendere questa lingua è in grado di accedere a una forma di conoscenza che trascende le parole, collegandosi direttamente alla realtà oggettiva.
Nel contesto degli insegnamenti di Gurdjieff, la lingua universale è anche un obiettivo del "lavoro su di sé". Attraverso il risveglio della consapevolezza e il distacco dalle influenze meccaniche, l'individuo può cominciare a cogliere le verità profonde che sono comunicate attraverso questa lingua, sia nei simboli presenti nel mondo che nelle proprie esperienze interiori. Raggiungere la capacità di comprendere e usare la lingua universale rappresenta un passo importante verso la realizzazione spirituale e l'elevazione dell'essere.
In conclusione, la lingua universale per Gurdjieff è una forma di comunicazione oggettiva che trascende le limitazioni della lingua ordinaria, collegandosi direttamente alle leggi cosmiche e alla realtà superiore. Può essere compresa solo da coloro che hanno risvegliato una vera consapevolezza e hanno superato lo stato di meccanicità.

### Livelli dell'uomo
Nell'insegnamento di Gurdjieff, i sette livelli dell'uomo rappresentano una scala di evoluzione interiore che descrive diversi stadi di coscienza e sviluppo dell'essere. Ogni livello corrisponde a un grado di consapevolezza, meccanicità e potenziale spirituale, ed è collegato alla capacità di un individuo di risvegliarsi e lavorare su se stesso. I primi tre livelli rappresentano l'umanità ordinaria, mentre i successivi indicano uno sviluppo cosciente attraverso un duro lavoro interiore.
1. Uomo n. 1: L'Uomo Fisico o Istintivo. L'uomo n. 1 è dominato principalmente dal centro istintivo e dal centro motorio. In questo stato, la persona vive in base ai bisogni fisici e istintuali: la sopravvivenza, il piacere sensoriale, il movimento automatico e la routine quotidiana. La vita di una persona di questo livello è quasi completamente meccanica, reagendo agli stimoli esterni senza vera consapevolezza o controllo. È governata dalle abitudini, dagli istinti e dai bisogni corporei.[15]
2. Uomo n. 2: L'Uomo Emotivo. L'uomo n. 2 è dominato dal centro emotivo, cioè dalle emozioni e dai sentimenti. Questo livello è caratterizzato da una vita emotiva instabile e soggetta a influenze esterne. La persona in questo stato reagisce in maniera automatica a ciò che accade intorno a lei, e le sue azioni sono guidate dalle emozioni immediate, senza riflessione o controllo cosciente. L'uomo n. 2 è spesso soggetto a sbalzi d'umore, conflitti interiori e dipendenza dalle emozioni.[15]
3. Uomo n. 3: L'Uomo Intellettuale. L'uomo n. 3 è dominato dal centro intellettuale, ovvero dalla mente e dal pensiero logico. Le persone di questo livello vivono principalmente attraverso i pensieri e le analisi intellettuali, ma senza una reale consapevolezza o comprensione profonda. Anche se può sembrare più razionale rispetto agli altri livelli, l'uomo n. 3 è comunque governato da pensieri meccanici e automatici, ripetendo idee e schemi mentali senza un controllo cosciente. Spesso manca di una connessione con i sentimenti e i bisogni fisici, portando a un'esistenza distaccata e frammentata.[15]
4. Uomo n. 4: L'Uomo in Lavoro. L'uomo n. 4 rappresenta il primo stadio dell'evoluzione cosciente. È l'individuo che ha iniziato un percorso di lavoro su di sé per sviluppare un equilibrio tra i tre centri: fisico, emotivo e intellettuale. In questo livello, l'individuo ha riconosciuto la sua meccanicità e lavora attivamente per superarla, praticando l'auto-osservazione e cercando di sviluppare una consapevolezza più stabile. È una fase di transizione in cui l'uomo inizia a risvegliarsi dalla vita ordinaria e meccanica e a cercare uno scopo superiore. La coerenza tra i centri è un segno di questo livello.[15]
5. Uomo n. 5: L'Uomo con Anima. L'uomo n. 5 ha sviluppato un corpo astrale e ha raggiunto una forma di individualità stabile. Questo livello rappresenta un essere umano che ha acquisito un controllo più completo sui suoi tre centri principali e che è diventato consapevole di se stesso. L'uomo n. 5 ha superato la frammentazione interiore, ottenendo una coesione e una unità interna che gli permettono di agire con una volontà cosciente. È in grado di esercitare un controllo consapevole sulle sue emozioni e sui suoi pensieri, e possiede una maggiore padronanza delle sue energie interiori.[15]
6. Uomo n. 6: L'Uomo con Spirito. L'uomo n. 6 ha sviluppato un corpo mentale, o corpo della coscienza superiore. In questo stadio, l'individuo ha raggiunto un livello di consapevolezza superiore, che gli permette di comprendere le leggi universali e di agire in armonia con esse. L'uomo n. 6 ha una visione più chiara del proprio posto nell'universo e del significato della sua esistenza. A questo livello, l'individuo non è più limitato dai desideri o dalle influenze esterne, ma vive in conformità con una volontà superiore, spirituale. È quasi completamente libero dalla meccanicità.[15]
7. Uomo n. 7: L'Uomo Realizzato o Completo. L'uomo n. 7 rappresenta lo stadio finale dell'evoluzione umana, in cui l'individuo ha sviluppato completamente il corpo causale, o corpo dell'anima. In questo stato, l'uomo è completamente risvegliato e consapevole. Ha raggiunto l'immortalità spirituale ed è libero da tutte le influenze meccaniche e dai condizionamenti esterni. È un essere pienamente integrato e autosufficiente, che vive in totale armonia con l'Assoluto e con le leggi cosmiche. L'uomo n. 7 ha una coscienza e una volontà assolute e rappresenta il massimo sviluppo possibile dell'essere umano.[15]

In sintesi, i sette livelli di uomo secondo Gurdjieff rappresentano un percorso di evoluzione interiore che parte dalla meccanicità e dall'inconsapevolezza, fino a raggiungere uno stato di completa realizzazione spirituale. Ogni livello richiede un lavoro cosciente e una trasformazione interiore per poter avanzare lungo questa scala evolutiva.

### Meccanizzazione
Per Gurdjieff, la meccanizzazione rappresenta lo stato ordinario della maggior parte degli esseri umani, che vivono e agiscono in modo automatico, privi di vera consapevolezza o volontà individuale. Egli sostiene che la maggior parte delle persone si comporta come "macchine", reagendo agli stimoli esterni in maniera prevedibile e ripetitiva, senza rendersi conto di essere guidati da abitudini, emozioni automatiche e pensieri ricorrenti.
Secondo Gurdjieff, l'essere umano, in questo stato meccanico, non ha un vero "io" stabile, ma una molteplicità di "io" temporanei che cambiano continuamente a seconda delle circostanze e delle influenze esterne. Ogni volta che un impulso, una sensazione o una situazione si presenta, l'individuo reagisce in modo automatico, senza controllo cosciente. Questo lo porta a vivere in un ciclo perpetuo di azioni ripetitive e incoerenti, che non riflettono una vera volontà personale. La meccanizzazione coinvolge anche il modo in cui le persone pensano, sentono e agiscono: i pensieri seguono schemi prefissati, le emozioni reagiscono a situazioni prevedibili, e le azioni quotidiane si svolgono senza una vera partecipazione cosciente. Questo stato di automatismo porta a una vita superficiale, in cui l'individuo è inconsapevole delle proprie potenzialità spirituali.
Gurdjieff afferma che uscire da questa condizione meccanica richiede un processo di "risveglio", cioè un lavoro cosciente su se stessi. Questo lavoro include l'auto-osservazione, il distacco dalle reazioni abituali e lo sviluppo di una consapevolezza costante, che permettono di spezzare le catene dell'automatismo e di raggiungere un livello superiore di esistenza, libero dalle influenze esterne. In sintesi, la meccanizzazione per Gurdjieff è la condizione umana automatica, dominata da reazioni inconsapevoli e abitudini, che può essere superata solo attraverso il risveglio della coscienza e lo sviluppo di una vera individualità.

### Raggio di creazione
Il "Raggio di Creazione" è un concetto centrale nella cosmologia di Gurdjieff e fa parte della sua visione dell'universo e del posto dell'umanità al suo interno. È un modello che descrive il processo di emanazione dalla sorgente originaria dell'Essere fino ai livelli più bassi di esistenza, rappresentando l'interconnessione e la gerarchia delle diverse dimensioni dell'universo.
Il Raggio di Creazione parte dall'Assoluto, la fonte di tutta la creazione, e si estende attraverso vari livelli di realtà, ciascuno dei quali è caratterizzato da un numero sempre maggiore di "leggi" o influenze meccaniche che ne governano l'esistenza. Più ci si allontana dall'Assoluto, più queste leggi limitano la libertà e la consapevolezza degli esseri. I livelli principali del Raggio di Creazione sono:
- L'Assoluto: La sorgente primaria da cui tutto emana. L'Assoluto è soggetto a una sola legge: la sua stessa esistenza. Qui c'è piena unità e libertà assoluta.[17]
- Tutte le galassie (o Tutti i Mondi): Il livello immediatamente successivo all'Assoluto, governato da tre leggi.[17]
- La Via Lattea (o il Nostro Universo): Un sottoinsieme dell'universo, governato da sei leggi.[17]
- Il nostro Sistema Solare: Sotto l'influenza di 12 leggi.[17]
- La Terra: Governata da 24 leggi. È il nostro punto di partenza nel Raggio di Creazione, e qui l'influenza delle leggi meccaniche è molto forte, limitando la libertà e la consapevolezza dell'uomo.[17]
- La Luna: Il punto finale del Raggio di Creazione, soggetta a 96 leggi, rappresentando il massimo della meccanicità e rigidità. Per Gurdjieff, la Luna è in uno stato di evoluzione e ha un'influenza significativa sulla vita umana.[17]

Il Raggio di Creazione non è solo una descrizione meccanica dell'universo, ma anche una mappa del percorso di evoluzione spirituale. Gli esseri umani, che si trovano nel punto della Terra (governati da 24 leggi), sono in uno stato di limitazione e meccanicità. Tuttavia, attraverso il lavoro interiore, è possibile risalire il Raggio di Creazione, avvicinandosi all'Assoluto e quindi alla libertà e alla coscienza superiore. Per risalire il Raggio di Creazione, l'individuo deve superare l'influenza delle leggi che lo governano, liberarsi progressivamente dalla meccanicità e aumentare il proprio livello di consapevolezza. Questo percorso spirituale richiede uno sforzo cosciente, auto-osservazione, controllo delle emozioni e pensieri, e la trasformazione delle energie interne. Secondo Gurdjieff, l'uomo è parte del Raggio di Creazione, ma è anche un microcosmo che riflette l'intero universo. Ciò significa che l'uomo ha la possibilità di partecipare coscientemente al processo di evoluzione cosmica, ma solo se sviluppa la propria consapevolezza e riesce a superare lo stato di meccanicità. Il percorso spirituale dell'individuo è, in un certo senso, una risalita lungo il Raggio di Creazione, verso una maggiore libertà, consapevolezza e unità con l'Assoluto.

### Ricordo di se'
Il ricordo di sé è un concetto fondamentale nell'insegnamento esoterico di Georges Ivanovič Gurdjieff, riferito alla pratica di mantenere una consapevolezza simultanea di sé stessi e dell'ambiente esterno. È un elemento essenziale del "lavoro su di sé" per lo sviluppo della coscienza e la trasformazione interiore. Il ricordo di sé consiste nell'essere pienamente presenti a sé stessi nel momento presente. Secondo Gurdjieff, implica la capacità di mantenere un'attenzione intenzionale e consapevole sulla propria esistenza interiore (pensieri, emozioni, sensazioni) mentre si interagisce con il mondo esterno. Non è un semplice stato di auto-riflessione, ma una condizione di consapevolezza attiva e integrata.
Caratteristiche:
- Consapevolezza duale: Il ricordo di sé richiede di essere contemporaneamente coscienti di sé (l'osservatore interno) e dell'ambiente circostante.[18]
- Non-identificazione: Implica il superamento dell'identificazione, ovvero la tendenza a perdere sé stessi nei pensieri, emozioni o eventi esterni.[18]
- Attenzione intenzionale: Non avviene automaticamente, ma richiede uno sforzo volontario e deliberato per interrompere i meccanismi automatici dell'attenzione.[18]

Il ricordo di sé non è un'abilità innata, ma una pratica da coltivare attraverso il lavoro interiore. Gurdjieff suggerisce diverse tecniche per sviluppare questa capacità:
- Osservazione di sé: Un esercizio preliminare in cui l'individuo osserva i propri pensieri, emozioni e comportamenti senza giudizio.[18]
- Shock intenzionali: Creare momenti di interruzione dei propri automatismi, come chiedersi: "Chi sono io in questo momento? Dove sono?"[18]
- Focus sul corpo: Utilizzare le sensazioni fisiche come ancoraggio per mantenere la consapevolezza nel presente.[18]

Benefici e Obiettivi
- Incremento della consapevolezza: Il ricordo di sé aiuta a sviluppare uno stato di coscienza superiore, rompendo la schiavitù degli automatismi.[18]
- Unità interiore: Favorisce l'integrazione delle tre principali funzioni dell'essere umano (intellettuale, emotiva e fisica).[18]
- Libertà interiore: Porta a una maggiore indipendenza da influenze esterne e reazioni inconsce, rendendo possibile vivere in modo autentico.[18]

Secondo Gurdjieff, la maggior parte degli esseri umani vive in uno stato di "sonno" psicologico, caratterizzato da una totale identificazione con i pensieri e le emozioni. Il ricordo di sé rappresenta il primo passo verso il "risveglio", permettendo di entrare in contatto con il proprio "Io reale". È considerato un requisito fondamentale per la trasformazione interiore e il raggiungimento di livelli superiori di coscienza. Alcuni lo interpretano come una forma di meditazione, mentre per Gurdjieff è uno stato dinamico e attivo, da praticare in qualsiasi momento della vita quotidiana. È inoltre strettamente connesso al concetto di presenza e al superamento delle divisioni tra mente, corpo ed emozioni.

### Risveglio
Il "risveglio" è uno dei temi principali della filosofia di Gurdjieff, ed è strettamente connesso alla liberazione dall'automatismo. Per Gurdjieff, il risveglio è un processo graduale di acquisizione di una consapevolezza superiore, che permette all'individuo di diventare cosciente di sé e del mondo che lo circonda in un modo che trascende la mera percezione sensoriale. Gurdjieff distingue tra diversi livelli di coscienza, e sostiene che solo pochi individui riescono a risvegliarsi completamente da quello che egli chiama lo stato di "sonno" spirituale. Il risveglio implica la capacità di osservare e comprendere la propria mente, le proprie emozioni e i propri impulsi in modo oggettivo, senza essere completamente sopraffatti da essi. Questo risveglio si ottiene attraverso pratiche di auto-osservazione, auto-disciplina e lavoro su di sé.
Secondo Gurdjieff, il risveglio è anche legato alla coscienza del corpo, attraverso la quale l'individuo diventa consapevole delle proprie percezioni fisiche e degli impulsi che guidano il comportamento. Il risveglio non è solo un atto mentale o emotivo, ma una trasformazione che coinvolge l'intero essere: corpo, mente e spirito. Gurdjieff ha sviluppato un approccio pratico al risveglio che comprende esercizi fisici, movimenti sacri, meditazioni e un’attenzione vigile ai dettagli quotidiani della vita. Secondo lui, solo attraverso un lavoro costante e un impegno personale nell'auto-sperimentazione, l'individuo può raggiungere una forma di risveglio duraturo che gli consenta di vivere in uno stato di coscienza superiore.
Nel contesto del "lavoro su di sé", Gurdjieff enfatizzava che il risveglio richiede un impegno consapevole e una continua auto-miglioramento. Egli sosteneva che le persone tendono a vivere in uno stato di sonno per tutta la vita, solo svegliandosi parzialmente in alcune occasioni. Il risveglio completo, secondo Gurdjieff, è raro e richiede una disciplina severa, ma è il risultato di un lavoro continuo per sviluppare la coscienza e l'autocontrollo. Il risveglio è visto come un processo di evoluzione spirituale che permette all'individuo di trascendere l'ordinaria esperienza della vita, raggiungendo una condizione di "coscienza universale" o "super-coscienza".
In un altro aspetto del suo insegnamento, Gurdjieff avvertiva che il risveglio non è un obiettivo assoluto e definitivo, ma piuttosto un processo relativo che continua a evolversi nel corso della vita di una persona. Ogni passo verso il risveglio aumenta la coscienza e l'autocontrollo, ma Gurdjieff riteneva che la vera realizzazione della consapevolezza piena potesse essere raggiunta solo da pochi eletti, coloro che erano disposti a sacrificare le proprie passioni e a impegnarsi in una continua evoluzione interiore.

### Shock addizionali
Il concetto di "shock addizionali" è un elemento centrale nel pensiero di Georges Ivanovich Gurdjieff, ed è strettamente legato alla sua concezione del funzionamento dell'uomo e alla sua evoluzione spirituale. La nozione di shock viene utilizzata da Gurdjieff per spiegare i meccanismi che influenzano la coscienza e l'evoluzione interiore, nonché il modo in cui l'individuo può progredire verso una maggiore consapevolezza. Nel contesto gurdjieffiano, uno shock è inteso come un'improvvisa e potente interruzione del normale flusso dell'energia o dell'attività mentale e fisica di una persona. Gli shock, secondo Gurdjieff, sono essenziali per interrompere la routine meccanica e la coscienza automatica dell'individuo, creando una sorta di discontinuità nel suo stato psicofisico. Questi momenti di discontinuità sono visti come opportunità per il cambiamento, poiché portano a una "scossa" che può risvegliare o stimolare una risposta più consapevole.===
Nel quadro delle teorie di Gurdjieff, gli shock addizionali (o "shock supplementari") si riferiscono a una serie di stimoli che l'individuo riceve in un contesto di crescita spirituale. Si tratta di shock che non fanno parte del normale flusso di esperienze quotidiane, ma sono progettati o intervengono in modo mirato per accelerare il processo evolutivo della persona. Gli shock addizionali sono considerati necessari per uscire dalla "meccanicità" dell'esistenza quotidiana, poiché le persone, secondo Gurdjieff, tendono a vivere in uno stato di sonno, non pienamente consapevoli di sé stesse e del mondo che le circonda. Gurdjieff descrive questi shock come interventi esterni, spesso attraverso esperienze drastiche o provocatorie, che mirano a scuotere l'individuo dalla sua inerzia esistenziale. L'individuo, infatti, è visto come un essere che funziona in gran parte su base automatica, guidato da abitudini e reazioni condizionate, e solo attraverso l'uso di shock addizionali può risvegliarsi parzialmente dal suo stato di sonno.
Gli shock addizionali non sono casuali, ma si manifestano attraverso determinati metodi o situazioni che interrompono il normale andamento della vita di una persona. Questi possono assumere forme diverse, come esperienze traumatiche, eventi inaspettati o intense esperienze emotive, ma anche pratiche di esercizio intenzionale, come quelle proposte da Gurdjieff stesso nei suoi insegnamenti (come la "danza sacra", il "lavoro con il corpo" e l'auto-osservazione). Tali shock, quindi, sono considerati come strumenti per risvegliare l'individuo dal suo stato di inconsapevolezza. L'idea è che l'uomo, nella sua condizione abituale, viva in uno stato di "sonno", dove la sua coscienza è in gran parte offuscata dalla routine, dai desideri e dalle reazioni emotive. Gli shock addizionali servono a provocare uno scossone che consente alla persona di spezzare la meccanicità dei suoi comportamenti e di portarla a un maggiore livello di consapevolezza e risveglio. Questo processo può essere doloroso o difficile, ma Gurdjieff sostiene che è necessario per il progresso spirituale.
Nel contesto del "lavoro su di sé" (il processo di auto-realizzazione e di evoluzione spirituale), Gurdjieff ritiene che l'individuo debba fare uso di shock addizionali come strumento per accelerare il proprio sviluppo. Senza l'introduzione di tali shock, la persona sarebbe destinata a vivere meccanicamente, senza mai compiere un vero e proprio passo verso la realizzazione del proprio potenziale interiore. Questi shock sono quindi una parte del percorso che l'individuo deve percorrere per liberarsi dalla sua condizione di schiavitù alla meccanicità e per acquisire una maggiore consapevolezza di sé, della propria interiorità e del cosmo. Gurdjieff stesso affermava che il lavoro su di sé richiede una continua rottura di schemi abituali e una costante attenzione per cogliere le opportunità di crescita. Gli shock addizionali, in questo senso, sono visti come catalizzatori per questo processo, poiché spingono l'individuo a confrontarsi con situazioni che lo costringono a risvegliare una parte più autentica e consapevole di sé.
Nel pensiero gurdjieffiano, gli shock non sono solo fenomeni psicologici o emotivi, ma riflettono anche le leggi universali che governano l'evoluzione dell'essere umano e dell'universo stesso. Gurdjieff postulava che l'universo operi secondo principi complessi e che gli esseri umani, come parte di questo sistema, siano influenzati da forze cosmiche. In tale contesto, gli shock addizionali sono considerati come manifestazioni di queste leggi universali, che intervengono per rimettere ordine e indirizzare l'essere umano sulla via della consapevolezza e della perfezione. Gli shock addizionali sono quindi uno degli strumenti centrali nel sistema gurdjieffiano per comprendere il processo di evoluzione spirituale. Questi eventi e stimoli mirano a risvegliare l'individuo dal suo stato di sonno psichico ed emotivo, portandolo a una maggiore consapevolezza e a una comprensione più profonda della propria natura e dell'universo. Sebbene il processo di risveglio attraverso gli shock possa essere doloroso o scomodo, Gurdjieff considera tali esperienze come necessarie per il progresso dell'individuo verso una vita più autentica e consapevole.

### Sonno
Nel suo sistema di insegnamenti, Gurdjieff definiva la condizione di "sonno" come l'esistenza quotidiana dell'uomo comune, che vive in uno stato di incoscienza e automatismo. Secondo Gurdjieff, la maggior parte degli esseri umani vive una vita di sonno psicologico: le persone sono guidate dalle loro emozioni, reazioni istintive e pensieri meccanici, senza una consapevolezza reale di se stesse. Questa condizione di "sonno" non è solo legata al sonno fisico, ma è una metafora per descrivere una realtà interiore dove l'individuo è dominato dai suoi automatismi, dalle sue abitudini e dai condizionamenti sociali e culturali.
In questo stato, l'individuo agisce senza riflessione o consapevolezza, e la sua vita è un susseguirsi di routine che si ripetono meccanicamente. La vera consapevolezza è soppressa, e l'individuo non riesce a discernere tra il suo io autentico e le sue manifestazioni esteriori. Gurdjieff sosteneva che per "risvegliarsi" dalla condizione di sonno, l'individuo deve sviluppare una nuova coscienza di sé e un'attenzione deliberata verso i propri pensieri, emozioni e azioni.

### Vie
Gurdjieff insegna che esistono quattro vie principali per il risveglio e lo sviluppo spirituale, ognuna delle quali è un metodo per raggiungere l’autoconsapevolezza e l’evoluzione interiore. Queste vie si distinguono in base ai centri dell’essere su cui fanno leva: il corpo fisico, le emozioni, la mente o l’integrazione di tutti e tre. Gurdjieff propone quindi una quarta via, che racchiude elementi delle prime tre e permette di evolvere mantenendo una vita attiva nel mondo.
L’obiettivo di tutte e quattro le vie è raggiungere un livello superiore di consapevolezza e integrazione, ma solo la quarta via permette di evolversi in modo equilibrato, mantenendo una connessione con la realtà quotidiana. Gurdjieff riteneva che l’equilibrio tra corpo, mente e cuore fosse essenziale per lo sviluppo autentico e che solo un percorso integrato potesse portare alla piena realizzazione del potenziale umano. La quarta via, quindi, non è una fuga dalla vita, ma un modo per vivere più pienamente, utilizzando ogni esperienza per il proprio risveglio e il progresso spirituale.

#### Via del Fachiro
La via del fachiro si concentra principalmente sul corpo fisico e sulla volontà. In questa via:
- Il praticante cerca di sviluppare la volontà attraverso l’endurance fisica e la resistenza al dolore.[22]
- Gli esercizi e le pratiche spesso includono austerità estreme, come posture scomode o periodi prolungati di immobilità, per dominare il corpo.[22]
- La via del fachiro è considerata lenta e difficile perché richiede un grande sacrificio fisico senza necessariamente portare a uno sviluppo completo delle facoltà emotive o intellettuali.[22]

#### Via del Monaco
La via del monaco si concentra sul cuore e sulle emozioni. Questa via prevede:
- L'adozione di una vita di devozione e preghiera, cercando di sviluppare l'amore, la fede e l’umiltà.[22]
- Il monaco orienta la sua energia verso l’adorazione di un ideale spirituale o divino, coltivando sentimenti di devozione e trascendenza.[22]
- Anche questa via è limitata, poiché si focalizza principalmente sulle emozioni, spesso a discapito dello sviluppo fisico e intellettuale.[22]

#### Via dello Yogi
La via dello yogi è la via dell'intelletto e della mente. In questa via:
- Si ricerca la conoscenza e la comprensione attraverso lo studio, la meditazione e l’analisi mentale.[22]
- Gli yogi coltivano la consapevolezza e il controllo della mente, sviluppando la capacità di osservazione e di introspezione.[22]
- Questa via, però, tende a trascurare lo sviluppo fisico e l’aspetto emotivo, limitando così la completa integrazione della persona.[22]

#### Via di Gurdjieff
La quarta via, detta anche la Via del Sottile o la Via dell’Uomo Astuto, è la via che Gurdjieff considerava la più completa. Si differenzia dalle altre tre per i seguenti motivi:
- Integrazione dei Tre Centri: La quarta via combina il lavoro sul corpo (fachiro), sul cuore (monaco) e sulla mente (yogi). L’obiettivo è sviluppare simultaneamente tutti i centri per ottenere una crescita equilibrata.[22]
- Lavoro nella Vita Quotidiana: A differenza delle altre vie, che richiedono spesso un distacco dalla vita comune, la quarta via permette di progredire mentre si vive e si lavora nel mondo, senza isolarsi o rinunciare alle proprie responsabilità.[22]
- Consapevolezza Attiva: Il praticante della quarta via deve essere continuamente vigile e consapevole, osservando se stesso e imparando a dirigere consapevolmente le proprie azioni, pensieri e emozioni.[22]
- Flessibilità: La quarta via è definita “astuta” perché insegna a usare tutto ciò che la vita offre come opportunità per il risveglio. Qualsiasi situazione può diventare un’occasione di lavoro su di sé.[22]

## Pubblicazione
Il libro è stato pubblicato postumo nel 1949 da alcuni studenti di Ouspensky, due anni dopo la sua morte. Ouspensky aveva originariamente intitolato il libro Fragments of an Unknown Teaching, in modo da riflettere sia l'idea secondo cui il sistema di Gurdjieff doveva essere "assemblato" dallo stesso studente, sia l'opinione che gran parte del sistema originale fosse probabilmente andato perduto nel corso del tempo. Tuttavia, l'editore inglese ha insistito per l'aggiunta del prefisso In Search of The Miraculous, che è diventato nei paesi di lingua anglofona il nome utilizzato più comunemente per indicare l'opera.

## Edizioni
- (EN) Pëtr Dem'janovič Uspenskij, In Search of the Miraculous. Fragments of an Unknown Teaching, 1949.
- Pëtr Dem'janovič Uspenskij, Frammenti di un insegnamento sconosciuto, traduzione di Henry Thomasson, Casa Editrice Astrolabio, 1976  [1949], ISBN 978-88-34-00411-1.
- Pëtr Dem'janovič Uspenskij, Frammenti di un insegnamento sconosciuto, traduzione di Henry Thomasson, Casa Editrice Astrolabio, 2018  [1949], ISBN 978-88-34-00411-1.